# 西村つた江
西村 つた江（にしむら つたえ、1931年12月15日 - ）は、日本の歌手。

## 経歴
東京府東京市浅草区（現：東京都台東区）浅草田島町出身。
漫才師の父・砂川捨勝、三味線の名手である母・千代子の娘として生まれる。作曲家・大村能章に師事し、3000人の志望者の中から選ばれた3人の中の1人としてキングレコードに入社した。1954年に東映映画「追撃三十騎」（大友柳太朗、高千穂ひづる主演）の主題歌「恋の夜風」を歌いソロデビュー。このときのA面は、津村謙「鶴姫道中」であった。当時から西村の歌唱力は認められており、三橋美智也の「おんな船頭唄」は、当初西村が歌う予定だったという逸話も残っている。1956年の第7回NHK紅白歌合戦にも出場し、「横浜（ハマ）の谷間」を歌唱。この時の歌声は現存している。
後に香川万知子に改名し、昭和40年代に芸能界を引退した。
プライベートでは1964年5月に結婚し、神田明神で挙式した。。

## 代表曲
- 彌次喜多おんど　（共唱：音丸、春日八郎、平井照夫）（1953.6）
作詞：高橋掬太郎／作曲・編曲：細川潤一

- 恋の夜風　（1954.7）
作詞：高橋掬太郎／作曲・編曲：渡久地政信

- 流れ三味線　（1954.9）

- 酒場の灯り　（1954.10）

- 熱き涙よ　（1954.11）

- 夢は破れて　（1954.12）
作詞：藤間哲郎／作曲・編曲：山口俊郎

- 海峡を越える女　（1955.3）

- 雨降る波止場　（1955.3）

- 妾の星よ　（1955.4）

- 忘れましょう　（1955.6）
- 恋にさらばを告げた今日　（1955.6）
- さようなら青い霧　（1955.7）
- 月はまんまる　（1955.7）
作詞：高橋掬太郎／作曲・編曲：江口夜詩
- 港へ帰って来た女　（1955.9）
- トッテン節　（1955.10）
- 津軽の踊り子　（1955.10）
- 夜毎の涙　（1956.1）
- 横浜の谷間　（1956.3）
- せめてものブルース　（1956.5）
作詞：藤間哲郎／作曲：中野忠晴
- 巡航船の女　（1956.6）
作詞：横井弘／作曲：中野忠晴
- せめて御無事を　（1956.10）
作詞：東條寿三郎／作曲：山口俊郎
- わたしは泣かない　（1957.1）
作詞：原由記／作曲・編曲：鎌多俊与
- 好いて見たとて海の人　（1957.2）
作詞：山崎正／作曲・編曲：山口俊郎
- 踊り子物語　（1957.3）
作詞：藤間哲郎／作曲・編曲：山口俊郎
- 飯場の娘　（1957.4）
作詞：矢野亮／作曲・編曲：鎌多俊与
- ガーベラの花よ何故赤い　（1957.8）
作詞：服部鋭夫／作曲：櫻田誠一／編曲：江口夜詩
- 港の丘で泣く女　（1957.7）
作詞：高橋掬太郎／作曲・編曲：飯田三郎
- わたしのバカ　（1957.10）
作詞：横井弘／作曲・編曲：櫻田誠一
- 頬つく女　（1957.10）
作詞：東條寿三郎／作曲・編曲：吉田矢健治
- 絵島生島　（1957.11）
作詞：高橋掬太郎／作曲・編曲：細川潤一
- たそがれのふるさと
作詞：三益武司／作曲：松枝孝二

## NHK紅白歌合戦出場歴
| 年度/放送回              | 曲目       | 対戦相手 |
| ------------------------ | ---------- | -------- |
| 1956年（昭和31年）/第7回 | 横浜の谷間 | 山形英夫 |